# شاكر أوزكان تورونلار
شاكر أوزكان تورونلار (1960-) دبلوماسي تركي شغل مناصب مختلفة في وزارة الخارجية منذ انضمامه إليها في عام 1983. تمتد مسيرته الدبلوماسية إلى عدة بلدان وتشمل مناصب مثل سفير تركيا لدى بنغلاديش، والقنصل التركي العام في القدس، وسفير تركيا لدى الهند.
في عام 2022، عُين سفيرًا لتركيا لدى إسرائيل، ليصبح أول سفير لتركيا في إسرائيل منذ سحبه عام 2018 نتيجة للأزمة في الأراضي الفلسطينية وخصوصًا في قطاع غزة التي تصاعدت عندما نقلت الولايات المتحدة سفارتها من تل أبيب إلى القدس.
في أكتوبر 2023، استدعاه الرئيس التركي بسبب حرب الإبادة الإسرائيلية على قطاع غزة.

## حياته
انضم تورونلار إلى وزارة الخارجية التركية في عام 1983.
شغل منصب سفير تركيا لدى بنغلاديش من عام 2008 إلى عام 2010. خلال هذه الفترة تم تعيينه سفيرًا لدى مملكة بوتان.
من عام 2010 إلى عام 2014، شغل منصب القنصل العام في القدس.
من يناير 2017 إلى مايو 2021، شغل منصب سفير تركيا لدى الهند.
في أكتوبر 2022، تم تعيينه سفيرًا لتركيا في تل أبيب، مما جعله أول سفير لتركيا في إسرائيل منذ عام 2018.  في أكتوبر 2023، أثناء الحرب بين حماس وإسرائيل، استدعاه الرئيس التركي رجب طيب أردوغان بسبب المأساة الإنسانية الناجمة عن هجمات إسرائيل المستمرة على المدنيين في غزة.

## تكريمات
مُنح في 13 نوفمبر 2013، نجمة القدس من وسام القدس.